# Cúc áo hoa vàng
Cúc áo hoa vàng hay còn gọi rau cúc áo, nụ áo vàng (danh pháp hai phần: Acmella oleracea) là một loài thực vật có hoa trong họ Cúc. Loài này được (L.) R.K.Jansen mô tả khoa học đầu tiên năm 1985.